# Cmentarz katolicki św. Wincentego à Paulo w Bydgoszczy
Cmentarz św. Wincentego à Paulo w Bydgoszczy – cmentarz katolicki w Bydgoszczy.

## Lokalizacja
Cmentarz znajduje się na wschodnim obrzeżu Osiedla Leśnego, w północnej części Bydgoszczy. Od zachodu graniczy z ul. Stefana Wyszyńskiego i świątynią parafialną pw. Zmartwychwstania Pańskiego, od wschodu z terenem składowo-przemysłowym, od południa z ul. Pułaskiego i zabudową, zaś od północy z linią kolejową.

## Historia
Cmentarz powstał w latach 1882–1885 na terenie podmiejskiej gminy Bielawy. Przeznaczony był zarówno dla katolików, jak i ewangelików
Jego pierwotny obszar wynosił 1 ha, a w 1910 r. został powiększony o 0,5 ha.
Po przejściu Bydgoszczy do odrodzonej Rzeczypospolitej w 1920 r. i znacznym poszerzeniu granic miasta, cmentarz został włączony w gestię służb komunalnych.
W 1924 r. na Bielawkach została erygowana nowa parafia katolicka św. Wincentego à Paulo, a jej organizację powierzono Zgromadzeniu Misjonarzy z Krakowa. Świątynię parafialną w formie rzymskiego Panteonu zlokalizowano przy alejach Ossolińskich i wznoszono przez cały okres międzywojenny.
W 1924 r. Rada Miasta przekazała parafii nieodpłatnie cmentarz na Bielawach, a w 1929 r. zbyła dodatkowo parcelę o powierzchni 2 ha. Kolejne powiększenia terenu cmentarza nastąpiły: w 1945 r., w latach 70. XX w. i w 1981 r.
W 1933 r. wzniesiono kaplicę przedpogrzebową według projektu inż. Bolesława Polakiewicza, a po II wojnie światowej na osi głównej alei wybudowano betonowy krzyż, przy którym w latach 70. XX w. ustawiono figurę Matki Boskiej.
W 1970 r. na osiedlu Leśnym został powołany ośrodek duszpasterski, którego kaplicą wyznaczono dom przedpogrzebowy na cmentarzu.
15 grudnia 1979 r. została erygowana parafia Zmartwychwstania Pańskiego, wydzielona z parafii św. Wincentego à Paulo. Lokalizację nowej świątyni ustalono na działce pochodzącej z darowizny, położonej na dawnym wyrobisku piasku i sąsiadującej od północy z cmentarzem. Dwukondygnacyjny kościół powstał w latach 1981–1985 według projektu arch. J. Sudara, Gronowskiego i T. Czerniawskiego, wszyscy z Bydgoszczy. Teren otaczający kościół włączono w obręb cmentarza.
Poświęcenie świątyni nastąpiło 26 września 1982 r., a jego konsekracja 24 marca 1985 r. przez ks. bp Jana Nowaka.
Kościół posiada powierzchnię użytkową 500 m², a w jego otoczeniu w latach 1985–1987 wzniesiono dom parafialny oraz plebanię.

## Charakterystyka
Cmentarz posiada wymiary: 300 × 400 m i powierzchnię 18 ha. Obszar posiada rzut w formie litery „L”. Na jego terenie pochowanych jest ok. 35 tys. osób. Najstarsza, przedwojenna część cmentarza znajduje się w jego centrum (na południe od kościoła Zmartwychwstania Pańskiego).
Cmentarz jest ogrodzony betonowo-metalowym ogrodzeniem, w którym wykonano 3 bramy wejściowe: dwie od strony ul. Wyszyńskiego i jedną od ul. Pułaskiego. Możliwe jest także wejście od strony kościoła Zmartwychwstania Pańskiego.
Pod względem powierzchni i liczby pochowanych osób cmentarz jest drugą nekropolią w Bydgoszczy po cmentarzu komunalnym przy ul. Wiślanej.

## Zasłużeni
Niektóre osoby zasłużone dla Bydgoszczy i regionu pochowane na cmentarzu:
| Osoba                       | Rok urodzenia | Rok śmierci | Uwagi |
| Karol Alchimowicz           | 1911          | 1996        | Plastyk, operator filmowy, fotografik, współzałożyciel klubu filmowców Jupiter. Malował miniatury – kopie dzieł wybitnych malarzy. Odznaczony Krzyżem Kawalerskim Orderu Odrodzenia Polski. |
| Stanisław Betlejewski       | 1933          | 2021        | Profesor dr hab. nauk medycznych, współtwórca polskiej szkoły otolaryngologii. Od 1984 do 2004 kierownik Kliniki Otolaryngologii bydgoskiego szpitala im. Jurasza. |
| Jan Biedowicz               | 1890          | 1961        | Artysta plastyk, nauczyciel. Od 1923 r. w Bydgoszczy. Po wojnie wizytator szkolnictwa artystycznego. Autor obrazów z kręgu postimpresjonizmu. Kilka jego prac znajduje się w Muzeum Okręgowym. |
| Stanisław Brandowski        | 1864          | 1935        | Dziennikarz, literat, wydawca. Pracował w redakcjach polskich czasopism w Krakowie i Lwowie. Od 1923 r. związał się z „Dziennikiem Bydgoskim”. Oprócz pracy dziennikarskiej zajmował się pisarstwem. Bibliografia jego tekstów obejmuje kilkaset artykułów, opowiadań, nowel, powieści i dramatów. |
| Eugenia Czarlińska-Schedlin | 1883          | 1968        | Zasłużona nauczycielka i społecznik. W okresie zaboru pruskiego prowadziła Bibliotekę Polską. Po odzyskaniu niepodległości pracowała w Miejskim Katolickim Gimnazjum Żeńskim. W czasie okupacji brała udział w tajnym nauczaniu. Patronka ulicy Czarlińskich na osiedlu Niepodległości w Fordonie. |
| Władysław Dreas             | 1884          | 1975        | W 1920 r. przybył z Westfalii do Nakła, a w 1925 r. do Bydgoszczy. Pracował w pionie policyjnym Starostwa Powiatowego. Współzałożyciel Bydgoskiego Towarzystwa Numizmatycznego. W 1945 r. mianowany wicestarostą. Autor opracowania „Powiat bydgoski oskarża”. |
| Tadeusz Esman               | 1903          | 1987        | Historyk, archiwista, działacz społeczny i polityczny. Od 1927 w Bydgoszczy. Organizator i dyrektor Oddziału Wojewódzkiego Archiwum Państwowego. W 1945 r. organizował i był wiceprezesem Wojewódzkiej Komisji Badania Zbrodni Hitlerowskich oraz Bydgoskiego Towarzystwa Naukowego. Od 1971 r. honorowy członek TMMB, w którym wiele lat był wiceprezesem. Działacz Stronnictwa Demokratycznego. |
| Wincenty Gordon             | 1900          | 1982        | Współzałożyciel harcerstwa w Bydgoszczy. W czasie II wojny światowej należał do „Szarych Szeregów”. Niestrudzony szperacz dziejów miasta i jego kronikarz. Publikował w „Kalendarzu Bydgoskim”, Ilustrowanym Kurierze Polskim i „Dzienniku Wieczornym”. Jego cykle to: „Z teki szperacza”, „Bydgoskie dzielnice”, „Bydgoskie kościoły”. Od 1980 r. Honorowy członek TMMB. Patron ulicy na osiedlu Przylesie w Fordonie |
| Stanisław Iżela             | 1914          | 2000        | Uczestnik kampanii wrześniowej. Należał do AK. Od 1946 r. w Bydgoszczy. Dawny piłkarz Cracovii, należał do BKS Polonia w latach 1946–1949. Dwadzieścia lat śpiewał (tenor) w operach i operetkach. |
| Bernard Kaczmarek           | 1909          | 1982        | Handlowiec. W konspiracji, we współpracy z AK i „Mieczem i Pługiem” założył grupę, która doprowadziła do wykrycia i zbombardowania wyrzutni rakiet V1 w Peenemünde. Kawaler Orderu Virtuti Militari. |
| Maksymilian Kasprzak        | 1920          | 2021        | Ostatni żyjący ułan 8 Pułku Strzelców Konnych, działacz Polskiego Towarzystwa Gimnastycznego Sokół, harcerz, członek honorowy Towarzystwa Wioślarskiego; uhonorowany w 2019 roku medalem Unitas Durat Palatinatus Cuiaviano-Pomeraniensis. |
| Andrzej Kulwieć             | 1884          | 1946        | Kapitan Wojska Polskiego. Wykładowca w Szkole Podchorążych. Współpracował z „Belloną”, „Żołnierzem Polskim, „Polską Zbrojną” i z bydgoskimi gazetami. Zajmował się tematyką historyczną, której poświęcał szkice, eseje i rozprawki popularnonaukowe. W Pomorskim Muzeum Wojskowym znajduje się tablica pamięci. |
| Kazimierz Kummer            | 1934          | 1962        | Literat i dziennikarz. Od 1956 r. w Bydgoszczy Redaktor audycji literackich w Rozgłośni Polskiego Radia. Publikował reportaże, felietony i utwory prozatorskie. Autor powieści „Klatka” (osnutej na kanwie bydgoskich wydarzeń we wrześniu 1939 r.) oraz tomu prozy „Namiętności”. |
| Elżbieta Laskowska          | 1946          | 2022        | Filolog, prof. dr hab, wykładowca na Uniwersytecie Kazimierza Wielkiego |
| Edmund Lehman               | 1935          | 2017        | Wojewoda bydgoski od 1973 do 1981 i poseł na Sejm PRL VI kadencji. |
| Dimitrios Nikolaidis        | 1949          | 2001        | Grek urodzony w Bułgarii. Wszechstronnie wykształcony (filologia nowogrecka, historia z archeologią, teologia). Autor zbioru wierszy „Odys i ja”, powieści „Dolina Józefata”. Od 1987 r. w Bydgoszczy. Tłumacz literatury polskiej na język bułgarski i odwrotnie. Nagrodzony w konkursie poetyckim „Ikarowe strofy” (1994). |
| Marian Norkowski            | 1935          | 2001        | Sportowiec. Od 1953 r. w Bydgoszczy. Grał w klubie „Gwardia” („Polonia”). W znaczącym stopniu wpłynął na awans drużyny piłkarskiej do I ligi. Był w niej dwukrotnie królem (1958, 1960) i wicekrólem (1961) strzelców. Reprezentant Polski. W 1960 r. w składzie reprezentacji narodowej na olimpiadę w Rzymie. |
| Jerzy Orlicz                | 1930          | 2004        | Założyciel i długoletni prezes Klubu Miłośników Filmu „Mozaika”. Przez 18 lat członek zarządu Rady Polskiej Federacji DKF w Warszawie. Patron ulicy na Czyżkówku. |
| Kazimierz Panek             | 1873          | 1935        | Lekarz, weterynarz, profesor Akademii Medycyny Weterynaryjnej we Lwowie, działacz turystyczny, członek Komendy Związkowej Stałych Drużyn Sokolich, współzałożyciel i pierwszy redaktor czasopisma „Taternik”, polityk Narodowej Demokracji, mąż Miry Pankowej. |
| Mira Pankowa                | 1878          | 1956        | Lekarka, taterniczka, działaczka społeczna i polityczna, obrończyni Lwowa, przewodnicząca Narodowej Organizacji Kobiet w Bydgoszczy, żona Kazimierza Panka. |
| Mieczysław Połukard         | 1930          | 1985        | Sportowiec. Od 1955 w Bydgoszczy, gdzie w „Gwardii” („Polonii”) jeździł na żużlu. Indywidualny (1954) i drużynowy (1955) mistrz Polski. Zwycięzca Kryterium Asów (1958). Był pierwszym polskim żużlowcem, który zakwalifikował się do finału indywidualnych mistrzostw świata (1959). Dwukrotny medalista drużynowych mistrzostw świata (złoty 1961 i brązowy 1962 medal). Zdobywca Złotego Kasku (1965). Karierę sportową przerwał wypadek w 1968 r., w wyniku którego amputowano mu nogę. Zajął się wówczas szkoleniem młodzieży żużlowej. Zginął na torze, potrącony przez młodego zawodnika. Patron ulicy na osiedlu Przylesie w Fordonie. |
| Marek Sobczak               | 1953          | 2014        | Satyryk, artysta kabaretowy, współtwórca Kabaretu Klika |
| Bogusław Sujkowski          | 1900          | 1964        | Z zawodu leśnik. Od 1946 w Bydgoszczy. Autor 25. książek historycznych. Debiutował w 1930 r. powieścią „Garść wspomnień piechura”. Ważniejsze z nich to: „Bolko zapomniany”, „Liście koka”, „Nie bogowie”, „Dziewice słońca” i „Jantarowy szlak”. Patron ulicy na Jarach. |
| Augustyn Träger-Sęk         | 1896          | 1957        | Pracownik wywiadu Wojska Polskiego. Od 1934 r. w Bydgoszczy. W czasie II wojny światowej działał w organizacji „Miecz i Pług”. Brał udział w lokalizacji miejsca produkcji rakiet V1 i V2 w Peenemünde. Meldunki z tej bazy dostarczane mu przez syna Romana przekazywał do wywiadu AK w Warszawie. Stamtąd trafiały do Londynu. Ich efektem było zniszczenie fabryki przez lotnictwo alianckie. Na kamienicy, w której mieszkał przy Wełnianym Rynku 10 znajduje się tablica pamięci. |
| Janusz Umiński              | 1932          | 2023        | Zasłużony działacz PTTK, autor licznych przewodników i publikacji turystycznych. |
| Zdzisław Wendyński          | 1919          | 1984        | Dyrygent, współzałożyciel i pierwszy kierownik bydgoskiego Studia Operowego (1956), w latach 1964–1969 dyrektor i kierownik artystyczny Państwowego Teatru Muzycznego Opery i Operetki w Bydgoszczy. |
| Mieczysław Wielicz          | 1910          | 1983        | Właściwe nazwisko: Kowalczyk. W sezonie 1938–1939 i od 1945 w Bydgoszczy. Aktor i reżyser teatralny. Ulubieniec publiczności, w przeciągu 50. lat wystąpił w 240. spektaklach. Prezes Stowarzyszenia Polskich Artystów Teatru i Filmu. Patron ulicy na osiedlu Przylesie w Fordonie. |

## Galeria

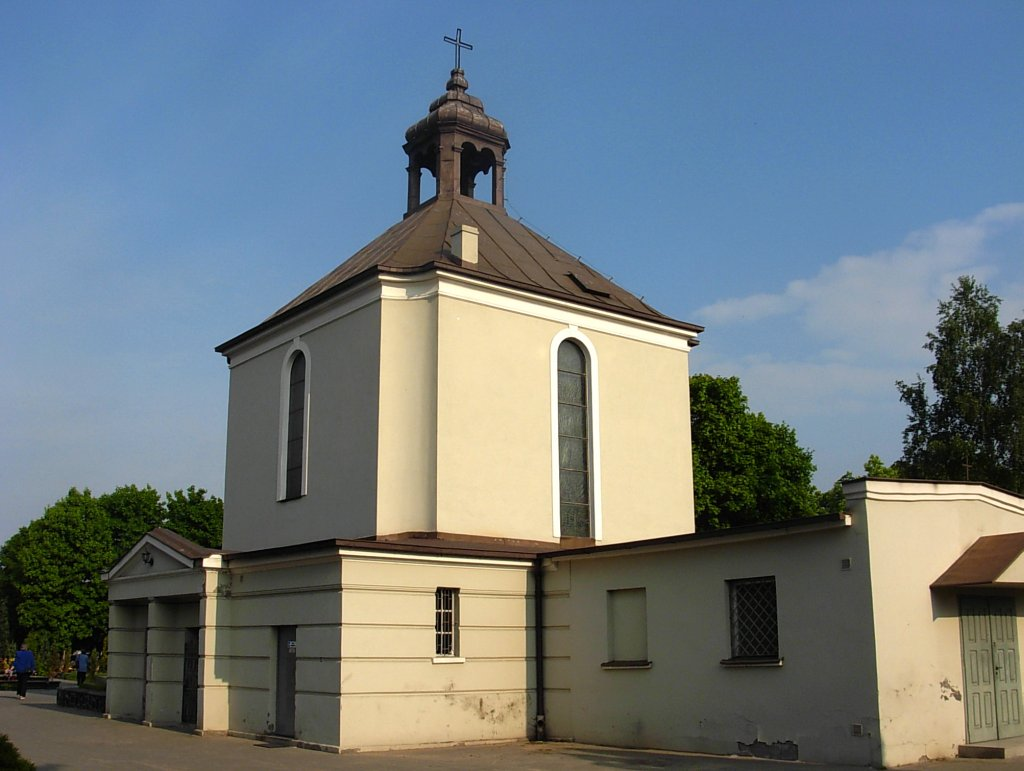
Kaplica cmentarna wybudowana w latach 30. XX w.
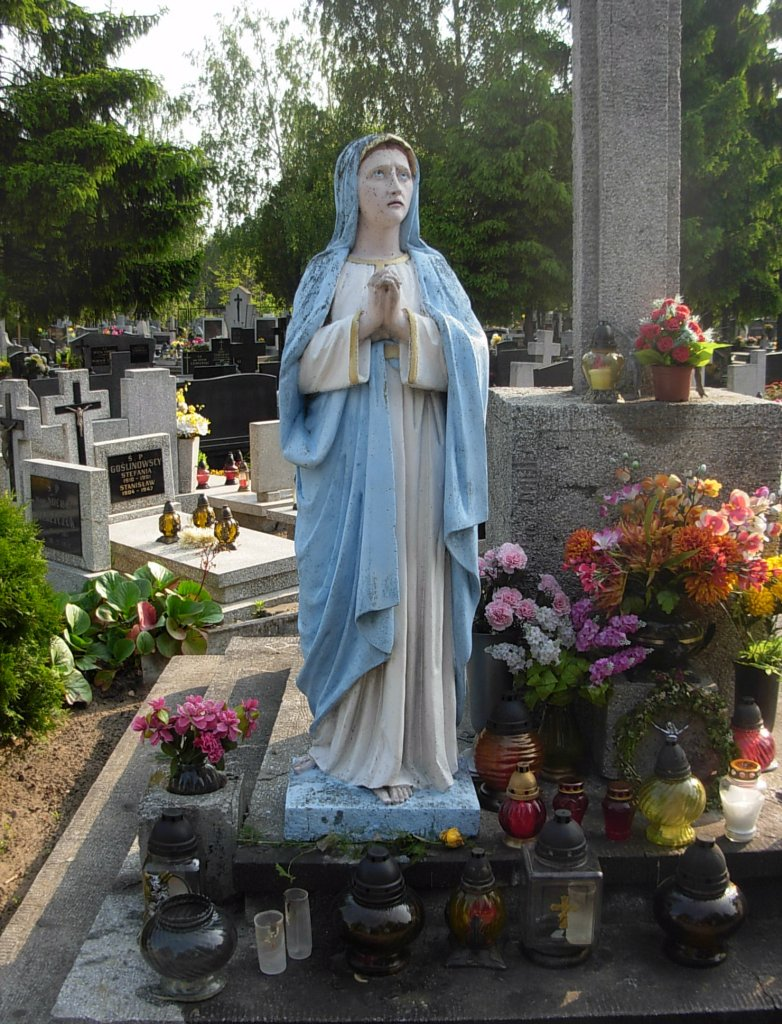
Figura Matki Bożej
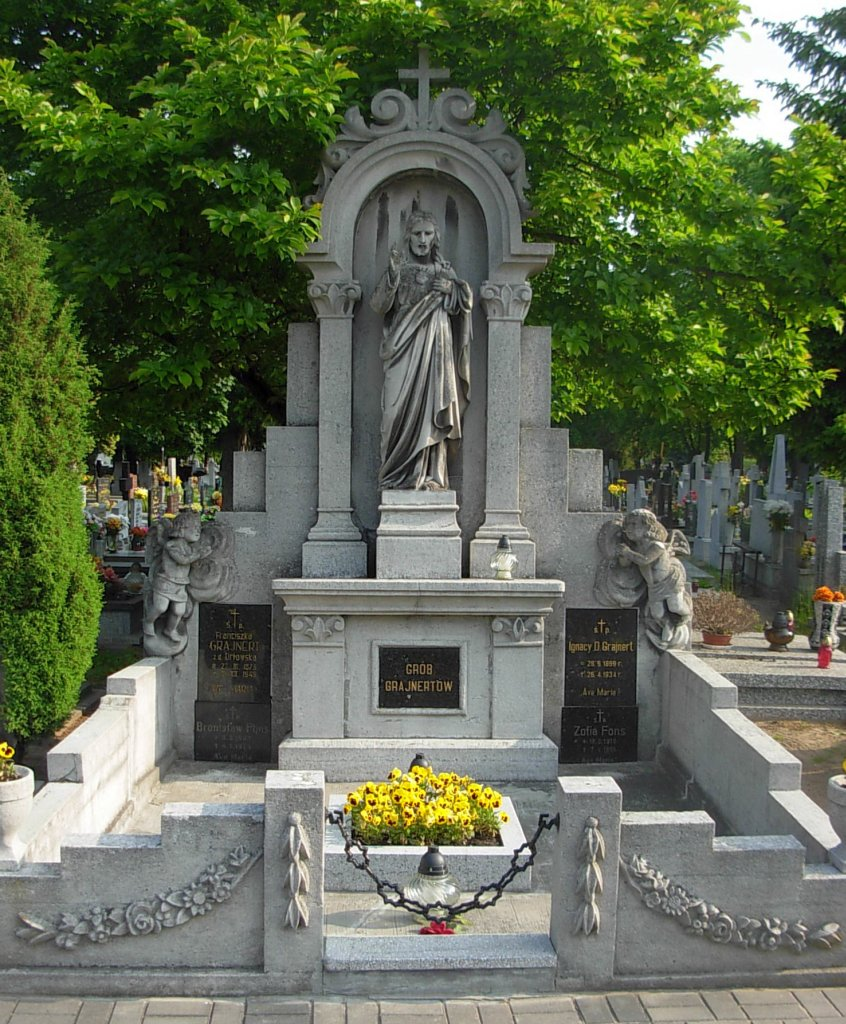
Grobowiec rodzinny
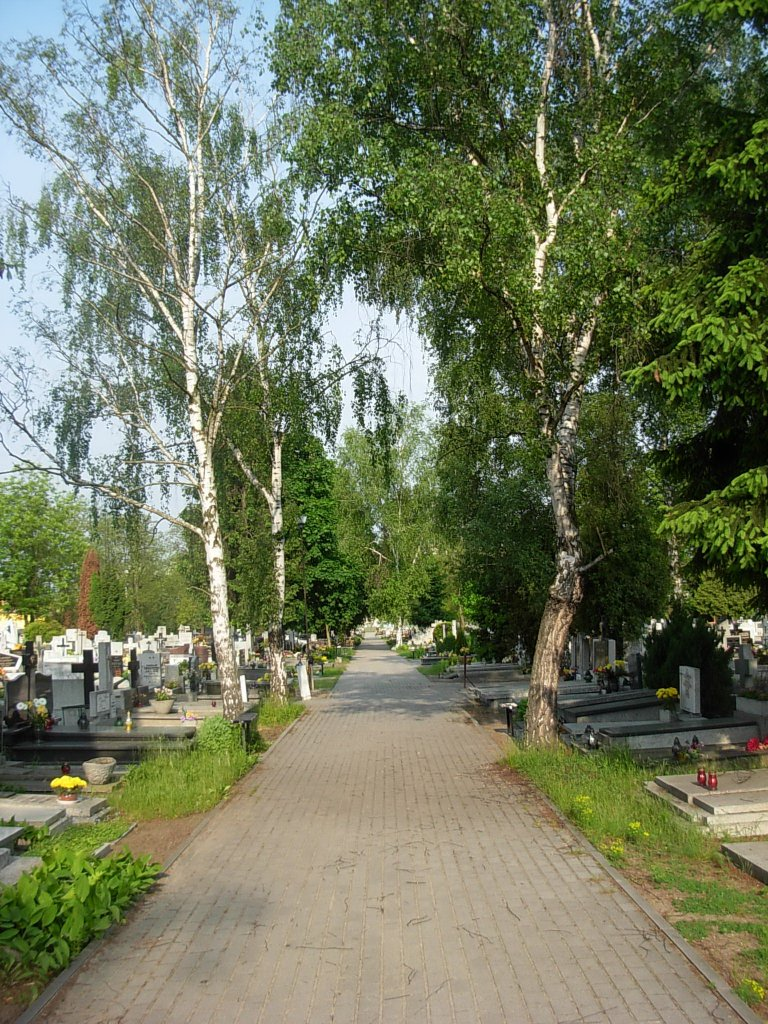
Aleja w nowszej części cmentarza